# 238
Évszázadok: 2. század – 3. század – 4. század
Évtizedek: 180-as évek – 190-es évek – 200-as évek – 210-es évek – 220-as évek – 230-as évek – 240-es évek – 250-es évek – 260-as évek – 270-es évek – 280-as évek
Évek: 233 – 234 – 235 – 236 –  237 – 238 – 239 – 240 – 241 – 242 – 243

## Események

### Római Birodalom
- L. Fulvius Piust és Pontius Proculus Pontianust választják consulnak.
- A hat császár éve a birodalomban.
- Márciusban felkelés tör ki Africában a korrupt bírók ellen. A lázadók meggyilkolják a bírókat, majd társcsászárokká kiáltják ki a provincia idős kormányzóját, Marcus Antonius Gordianus Sempronianust (I. Gordianus) és fiát, Marcus Antonius Gordianus Sempronianus Romanus Africanust (II. Gordianus).
- A római szenátus felhagy a népszerűtlen Maximinus Thrax támogatásával és a Gordianusokat ismeri el jogszerű uralkodóknak. A Sirmiumban telelő Maximinus Thrax azonnal megindul légióival a főváros felé.
- Capelianus, Numidia kormányzója a régió egyetlen légiójával (Legio III Augusta) behatol Africa provinciába, hogy megdöntse régi ellensége, Gordianus uralmát. Karthágóban harcokra kerül sor, melyek során II. Gordianus elesik. A hír hallatán apja felakasztja magát.
- Mivel a szenátus tart Maximinus bosszújától, inkább a saját soraikból megválasztanak újabb két császárt, Pupienust és Balbinust. Róma népe fellázad az érdemteleneknek tartott kváziuralkodók ellen, utcai harcokra kerül sor. A felkelők egy része Gordianus 13 éves unokáját, III. Gordianust kiáltja ki császárrá.
- Maximinus Thrax ostrom alá veszi Aquileiát, mert a város bezárta előtte a kapuit. Az ellátási nehézségek miatt elégedetlen katonái meggyilkolják és elküldik a fejét Rómába.
- Pupienus és Balbinus egymás ellen fordul, orgyilkossági kísérletekkel vádolva egymást. A praetoriánus gárda július 29-én mindkettejüket meggyilkolja. A szenátus III. Gordianust ismeri el uralkodóként.
- Gordianus az apja és nagyapja halálában való részvételéért feloszlatja a Legio III Augustá-t. 253-as újjászervezéséig az észak-afrikai provinciákat csak segédcsapatok védik.
- A gótok kifosztják a Duna torkolatánál fekvő Histria városát; ez a törzs első támadása a birodalom ellen.

### Kína
- Cao Zsuj császár hadvezére, Sze-ma Ji újabb hadjáratra indul a lázadó vazallus, Kung-szun Jüan ellen. Utóbbi Vu állam segítségét kéri, de korábbi árulása miatt nem kap segítséget. Sze-ma Ji körbeveszi Kung-szun Jüan fővárosát, három hónapos ostrommal beveszi, a menekülő vazallust pedig elfogják és kivégzik.

## Halálozások
- április 12. – I. Gordianus római császár (* 159)
- április 12. – II. Gordianus római császár (* 192)
- július 29. – Balbinus római császár (* 165 körül)
- július 29. – Pupienus római császár (* 167 körül)
- Maximinus Thrax római császár (* 172 körül)

## Fordítás
- Ez a szócikk részben vagy egészben  a(z)   238 című angol Wikipédia-szócikk ezen változatának fordításán alapul.  Az eredeti cikk szerkesztőit annak laptörténete sorolja fel. Ez a jelzés csupán a megfogalmazás eredetét és a szerzői jogokat jelzi, nem szolgál a cikkben szereplő információk forrásmegjelöléseként.